# Chlorochaeta multigruma
Chlorochaeta multigruma là một loài bướm đêm trong họ Geometridae.